# Jack Sport
Jack Sport is een historisch Frans motorfiets- en automerk.
De bedrijfsnaam was Ets. Jack Sport, Courbevoie.
Lucien Corbeau begon in 1927 met de productie van zijn Jack Sport-motorfietsen, waarvoor hij inbouwmotoren van het Britse merk JAP gebruikte. Dat waren zij- en kopklepmotoren van 348- en 498 cc. De productie werd in 1931 beëindigd, waarschijnlijk als gevolg van de Grote Depressie.
In 1935 deed Corbeau een nieuwe poging, dit keer onder de merknaam Utilia en met Franse inbouwmotoren, waarschijnlijk van LMP in Romainville. Nu was het modellenaanbod veel groter: LMP leverde blokken van 100,- 175,- 250,- 350- en 500 cc. Toch werd de productie al in 1936 beëindigd.